# NGC 2628
NGC 2628 je galaksija u zviježđu Raku.

## Vanjske poveznice
- SEDS: NGC 2628